# Région de Junglinster
Région de Junglinster este o arie protejată (arie de protecție specială avifaunistică — SPA) din Luxemburg întinsă pe o suprafață de 3.058,74 ha, integral pe uscat.

## Localizare
Centrul sitului Région de Junglinster este situat la coordonatele 49°42′33″N 6°16′58″E / 49.7093°N 6.2829°E.

## Înființare
Situl Région de Junglinster a fost declarat arie de protecție specială avifaunistică în baza directivei 79/409 din 1979 referitoare la conservarea păsărilor sălbatice pentru a proteja 35 de specii de animale.

## Biodiversitate
Situată în ecoregiunea continentală, aria protejată nu include niciun habitat protejat.
La baza desemnării sitului se află mai multe specii protejate de  păsări (35): lăcar-de-lac (Acrocephalus scirpaceus), ciocârlie-de-câmp (Alauda arvensis), pescăruș albastru (Alcedo atthis), fâsă de luncă (Anthus pratensis), fâsă de pădure (Anthus trivialis), cucuvea (Athene noctua), buha (Bubo bubo), cânepar (Carduelis cannabina), barză neagră (Ciconia nigra), mierla de apă (Cinclus cinclus), erete vânăt (Circus cyaneus), prepeliță (Coturnix coturnix), ciocănitoarea de stejar (Dendrocopos medius), ciocănitoare neagră (Dryocopus martius), egretă albă (Egretta alba), presură de stuf (Emberiza schoeniclus), muscar negru (Ficedula hypoleuca), capîntortură (Jynx torquilla), sfrâncioc roșiatic (Lanius collurio), sfrâncioc mare (Lanius excubitor), privighetoare (Luscinia megarhynchos), gușă albastră (Luscinia svecica), gaia neagră (Milvus migrans), gaia roșie (Milvus milvus), codobatură de munte (Motacilla cinerea), codobatura galbenă (Motacilla flava), potârniche (Perdix perdix), viespar (Pernis apivorus), codroșul de pădure (Phoenicurus phoenicurus), pitulice sfârâitoare (Phylloscopus sibilatrix), ciocănitoare verzuie (Picus canus), ciocănitoarea verde (Picus viridis), cristei de baltă (Rallus aquaticus), turturică (Streptopelia turtur), nagâț (Vanellus vanellus).